# Sarah Emi Bridcutt
Sarah Emi Bridcutt (ブリドカット セーラ 恵美 Buridokatto Sēra Emi?,  Iwaki, Prefectura de Fukushima, 5 de febrero de 1989) es una actriz de voz japonesa, afiliada a Production Ace. Bridcutt es hija de padre australiano y madre japonesa.

## Filmografía

### Anime
2013
- Red Data Girl (Jean Honoka Kisaragi)
- Majestic Prince (Shion Natori)
- Fate/kaleid liner Prisma Illya (Magical Bushidō Musashi)
- Blood Lad (Bell Hydra)
- Mondaiji-tachi ga Isekai kara kuru sou desu yo (Asuka Kudō)

2014
- Hitsugi no Chaika (Selma Kenworth)
- Dai-Shogun - Great Revolution (Hijikata Toshizō)
- Date A Live II (Yuzuru Yamai)
- Pri Para (Eiko)

2015
- Hidan no Aria AA (Urara Takachiho)
- Isuca (Kanae)
- Kantai Collection (Yūbari)
- Shinmai Mahou no Testament (Yuki Nonaka)
- Yu-Gi-Oh! Arc-V (Rin)

2016
- Fune wo Amu (Hiroshi)
- Haruchika (Chika Homura)

2017
- Ao no Exorcist: Kyoto Fujōō Hen (Satoru, ep 1)

2019
- Date A Live III (Yamai Yuzuru)
- Tate no Yūsha no Nariagari (Malty Melromarc)

2020
- ID - Invaded (Sarina Togo)

2021
- Kaifuku Jutsushi no Yarinaoshi (Myrrh)

2022
- Date A Live IV (Yuzuru Yamai)
- Tate no Yūsha no Nariagari Season 2 (Malty Melromarc)

### Videojuegos
2013
- Kantai Collection (Hatsukaze, Kumano, Maikaze, Suzuya, Yūbari)

2015
- Disgaea 5 (Seraphina)
- Shironeko Project (Carolyn Gambit)

2018
- The King of Fighters XIV (Blue Mary)

2019
- Fire Emblem: Three Houses (Constance von Nuvelle)